# تريسي درين
تريسي درين (بالإنجليزية: Tracy Drain)‏ هي مهندسة أنظمة طيران تعمل لدى مختبر الدفع النفاث التابع لناسا. وهي نائب كبير المهندسين في مهمة مسبار جونو الذي وصل إلى المشتري في يونيو عام 2016.

## تعليمها
وُلدت تريسي درين في لويسفيل، كنتاكي. وكانت دائمًا مولعة بالفضاء وتكوين النظام الشمسي، وقررت أن تدرس الهندسة الميكانيكية وهي في الصف الحادي عشر في مدرسة واجنر الثانوية. كانت تريسي من أشد المعجبين بسلاسل الخيال العلمي مثل ستار تريك وحرب النجوم وباتلستار غالاكتيكا. شاركت تريسي في مسابقات الرياضيات طيلة فترة دراستها، وأصرت على مشاهدة لحظات إطلاق مركبات الفضاء على التلفاز. نالت تريسي درجة البكالوريوس في الهندسة الميكانيكية من جامعة كنتاكي في عام 1998، ودرجة الماجستير في الهندسة الميكانيكية من معهد جورجيا للتكنولوجيا في عام 2000، وبذلك أصبحت الفرد الوحيد في عائلتها الذي حصل على درجة جامعية. عملت تريسي كمتدربة لدى مركز لانغلي البحثي التابع لناسا في مواسم الصيف التي تخللت سنوات الدراسة الجامعية. تقدمت تريسي إلى عدة وظائف لدى عدة شركات فضاء جوي حتى ارتأت العمل لدى مختبر الدفع النفاث في ناسا لأنها رأت أن «مهمتهم هي مهتمي أيضًا، وهي استكشاف الفضاء عبر الروبوتات».

## مسيرتها المهنية
انضمت تريسي إلى مختبر الدفع النفاث عقب تخرجها في عام 2000 على الفور، وشاركت في مهمة المركبة المدارية لاستكشاف المريخ. وبعد إطلاق المركبة في عام 2005، رُقيت تريسي إلى منصب قائد هندسة النظم. انضمت تريسي بعدها إلى مشروع كيبلر عام 2007 بصفتها مسؤولة عن تأهب المهمات، وظل مشروع البحث عن الكواكب الشبيهة بالأرض قائمًا حتى عام 2009. وفي عام 2009 انضمت تريسي إلى مشروع جونو الذي يهدف إلى دراسة مجالات الجاذبية والمغناطيسية في كوكب المشتري. وهي مشرفة القسم التقني لدى مجموعة هندسة الأنظمة الجوية. عملت تريسي لدى ناسا لما يزيد عن 17 عامًا. تعمل تريسي حاليًا على مهمة سايكي التي تهدف لدراسة أكبر كويكب معدني معروف في المجموعة الشمسية، ومن المخطط إطلاقها في عام 2022.

## انخراطها مع الجمهور
انخرطت تريسي درين في نطاق واسع من الأنشطة لمشاركة تحمسها للهندسة مع الجمهور. تعمل تريسي مستشارة برنامج التبادل لدى الأكاديمية الوطنية للعلوم، وهو برنامج يهدف لربط مجال الترفيه بالعلماء والمهندسين لإيصال العلوم بدقة إلى جمهور الأفلام والتلفاز. اختيرت تريسي لتكون عضوًا في هيئة التحكيم الخاصة بمهرجان سندانس السينمائي عام 2017. تحدثت تريسي بشأن النساء في الأفلام والهندسة مع ديان كروغر في قمة سلون للأفلام، ولم تترك فرصة إلا وشجعت الفتيات والشباب على بدء مسيراتهم المهنية في مجالات العلوم والتكنولوجيا والهندسة والرياضيات. شاركت تريسي في الترويج لفيلم شخصيات خفية من إنتاج شركة أفلام فوكس للقرن العشرين، وشاركت في حلقات نقاش عديدة. وفي عام 2017 ألقت تريسي محاضرة بعنوان «جمال الخريف» لدى تيد إكس في كلية آرت سنتر للتصميم.

## جوائز
2007 – وسام ناسا للإنجازات الاستثنائية لأدائها المتميز في تطوير مهمة مركبة استكشاف المريخ وانتقالها لطور النشاط العلمي.
2009 – وسام ناسا للإنجازات الاستثنائية لأدائها المتميز في إرشاد وإدارة إطلاق مهمة كيبلر، وجهودها في تعزيز تأهب المهمات العلمية.
2015 – جائزة بروس موراي لدعمها الاستثنائي لتعليم طلاب العلوم والتكنولوجيا من النساء والأقليات من خلال البرامج المجتمعية، والتعلم عن بعد، والأنشطة العامة.
2015 – جائزة بطولة النساء في الهندسة التابعة لشبكة بروأكتيف لتعزيز النساء في الهندسة.

## حياتها الشخصية
تريسي درين متزوجة بزميلها المهندس في مختبر الدفع النفاث، تيد درين.